# Zwyczaj prawny
Zwyczaj prawny – zwyczaj będący prawem. 
Do  powstania zwyczaju prawnego konieczne jest łączne wystąpienie dwóch elementów:
- tzw. usus
- tzw. opinio iuris[1].

Usus oznacza tutaj dającą się zaobserwować ustaloną praktykę. 
Opinio iuris oznacza tutaj przeświadczenie, że niezastosowanie się do usus stanowi naruszenie prawa. 
Czasem kryteria te są też uszczegóławiane. Na przykład dodaje się, że taka dająca się zaobserwować ustalona praktyka ma być długotrwała (łac. longa consuetudo), jednolita, niezmienna (stała), nieprzerwana i powszechna oraz że nie wykształciła się praktyka jej przeciwstawna. Charakter prawny zaś tej praktyki – w ocenie tych, którzy się do niej stosują/przestrzegają jej – ma być niezbędny (łac. opinio iuris sive necessitatis). Przeświadczenie natomiast o nim ma istnieć nie tylko po stronie tych, których zachowania ta praktyka dotyczy, ale również po stronie sędziów i urzędników, którzy na jej podstawie wydają wyroki/decyzje administracyjne (urzędowe/urzędnicze). 
Prawne zwyczaje stanową źródło prawa i tworzą prawo zwyczajowe.

## Zwyczaje, jakim prawo stanowione nadaje charakter źródła prawa
Zwyczaje, jakim prawo stanowione nadaje charakter źródła prawa, różnią się od prawnych zwyczajów tym, że stają się one prawem nie same z siebie, lecz z mocy prawa stanowionego i w granicach tym prawem zakreślonych (w granicach sankcjonowania, uznawania ich tym prawem). W odniesieniu też do nich nie jest konieczne wystąpienie opinio iuris, tylko wystarczy powstanie samego usus. W Polsce o tego rodzaju zwyczajach możemy mówić np. w przypadku prawa cywilnego, prawa spółek handlowych, indywidualnego prawa pracy i prawa morskiego.